# Znaménskoie (Lípetsk)
|  | Per a altres significats, vegeu «Znaménskoie». |

Znaménskoie (en rus: Знаменское) és un poble de l'óblast de Lípetsk, a Rússia, que en el cens del 2010 tenia 10 habitants.